# Unterseeboot 96
Unterseeboot 96 (U 96) var en undervandsbåd i den tyske Kriegsmarine under 2. verdenskrig af typen VIIC, bygget i 1939 i Kiel. Den blev verdensberømt gennem romanen og filmen Das Boot.
Båden tilhørte den 7. ubådsflotille, stationeret i St. Nazaire i Frankrig. Lothar-Günther Buchheim deltog som krigskorrespondent på ubådens syvende togt fra 26. oktober til 7. december 1941. Han deltog på to andre togter om bord på U-309. U 96 blev sænket af et amerikansk bombefly 30. marts 1945 i Wilhelmshaven.

## Kommandanter
- 14. september 1940 ‒ 1. april 1942: Kaptajnløjtnant Heinrich Lehmann-Willenbrock
- 28. marts 1942 ‒ 15. marts 1943: Premierløjtnant Hans-Jürgen Hellriegel
- 16. marts 1943 ‒ 30. juni 1944: Premierløjtnant Wilhelm Peters
- 1. juli 1944 ‒ 30. marts 1945: Premierløjtnant Robert Rix

| Militær | Spire Denne artikel om militær er en spire som bør udbygges. Du er velkommen til at hjælpe Wikipedia ved at udvide den. |